# Station Sosnowiec Maczki
Station Sosnowiec Maczki is een spoorwegstation in de Poolse plaats Sosnowiec.